# Petar Maljković
Petar Maljković,  general, * 23. september 1919, † ?.

## Življenjepis
Leta 1941 se je pridružil NOVJ in naslednje leto je vstopil v KPJ. Vojno je končal kot poveljnik 4. brigade 7. divizije.
Po vojni je končal VVA JLA in se povzel do položaja poveljnika divizije.